# Martin Scorsese
Martin Charles Scorsese (Queens (New York), 17 november 1942) is een Amerikaans filmregisseur van Siciliaanse komaf. Hij is tevens actief als filmproducent, documentairemaker en scenarioschrijver en treedt soms op als acteur.

## Biografie
Scorsese studeerde aan de filmschool van de New York University (BA in Engels in 1964 en MA in film in 1966), waarbij hij korte films maakte, waaronder een beroemde, The Big Shave. Hij maakte zijn eerste avondvullende film, Who's That Knocking At My Door? met zijn mede-student Harvey Keitel. Sindsdien raakte hij bevriend met de zogenoemde "movie brats" van de jaren zeventig: Francis Ford Coppola, Steven Spielberg, George Lucas en Brian De Palma. Door De Palma raakte hij bevriend met Robert De Niro, met wie hij in vele projecten samenwerkte. Scorsese was in deze periode ook een van de editors van de film Woodstock.
In 1972 regisseerde Scorsese Boxcar Bertha voor de bekende B-film-producer Roger Corman, die ook Francis Ford Coppola, James Cameron en John Sayles hun start gaf. Boxcar Bertha leerde Scorsese hoe hij snel en goedkoop films kon maken, als voorbereiding voor Mean Streets, zijn eerste film met De Niro. Dankzij de invloedrijke filmcriticus Pauline Kael werd deze film de doorbraak voor Scorsese en De Niro. Actrice Ellen Burstyn koos Scorsese om haar te regisseren in Alice Doesn't Live Here Anymore (1974), waarvoor ze een Academy Award voor Beste Actrice won. Teruggekeerd naar Little Italy in New York om zijn eigen etnische wortels te onderzoeken, maakte Scorsese de documentaire Italianamerican over zijn ouders Charles en Catherine Scorsese.
Twee jaar later, in 1976, verbaasde Scorsese de filmwereld met Taxi Driver. De film, met als sterren De Niro en Jodie Foster, is een van de meest gewelddadige en grimmige filmverbeeldingen van het leven in New York. Het was ook het begin van een serie samenwerkingen met Paul Schrader. Vijf jaar later, in 1981, werd president Ronald Reagan bijna vermoord door een jongeman die de schuld gaf aan zijn obsessie voor Jodie Foster's karakter in deze film.
Taxi Driver werd viermaal genomineerd voor de Academy Award, waaronder voor Beste Film. Dat spoorde Scorsese aan door te gaan met zijn eerste groot-budget-project: New York, New York. Dit muzikaal eerbetoon aan zijn geboortestad was een grote flop, en de tegenvallende ontvangst maakte Scorsese depressief. In deze tijd was hij ook een groot gebruiker van cocaïne. Niettemin wist Scorsese een van de meest gewaardeerde films over rockmuziek te maken, The Last Waltz (1978), een documentaire over het afscheidsconcert van The Band. De film leidde tot een jarenlange samenwerking met ex-Bandlid Robbie Robertson, die voor veel films van Scorsese de soundtrack verzorgd heeft. Ook in 1978 verscheen een andere door Scorsese geregisseerde documentaire, American Boy. In 2005 volgde een documentaire over Bob Dylan: No Direction Home. In 2008 werd het concert van de Rolling Stones in New York vastgelegd met als titel: Shine a Light.
Een periode van wilde feestjes volgde, die Scorsese's zwakke gezondheid schaadde. Ervan overtuigd dat hij hierna nooit meer een film zou maken, stortte hij al zijn energie in het maken van Raging Bull, uitgebracht in 1980. Deze film, wereldwijd beschouwd als een meesterwerk, werd gekozen tot beste film van de jaren 80 door het prestigieuze Britse tijdschrift Sight and Sound. De film ontving acht Oscarnominaties, waaronder die van Beste Film, Beste Acteur (Robert De Niro), en voor de eerste keer voor Scorsese voor Beste Regisseur. De Niro won maar Scorsese verloor in het voordeel van Robert Redford. In ieder geval zorgde deze film ervoor dat Scorsese in de filmwereld bleef.
Scorsese maakte halverwege de jaren 80 drie als "minder" beschouwde films: The King of Comedy, After Hours en The Color of Money. In de laatste film waren de hoofdrollen weggelegd voor Paul Newman en Tom Cruise, met een Oscar voor Newman, en het gaf Scorsese de financiële mogelijkheid om een lang gekoesterde wens te vervullen: The Last Temptation of Christ.
Scorsese filmde The Last Temptation of Christ met een laag budget, wetende dat de film controversieel zou zijn en waarschijnlijk geen kaskraker zou worden. Hij had echter niet de woede voorzien die deze film veroorzaakte, met wereldwijde protesten tegen (en enkele voor) de film. Scorsese ontving voor deze film zijn tweede Oscarnominatie voor Beste Regisseur, maar de prijs ging deze keer naar Barry Levinson. De steun van belangrijke politieke figuren zorgde ervoor dat Scorsese geen paria werd in Hollywood. Dat gaf hem de moed om Goodfellas te filmen, die zijn meest geziene film zou worden (en waarschijnlijk ook zijn grootste kaskraker). Hierna ging Scorsese aan de slag met de film Cape Fear. Deze bracht bijna 200 miljoen dollar op, destijds een recordbedrag voor een door Scorsese geregisseerde film. Later zou Scorsese de eveneens zeer succesvolle film Casino maken.
In 2006 bracht The Departed bijna 300 miljoen dollar op en in 2013 bracht The Wolf of Wall Street bijna het dubbele op. In 2019 verscheen de film  The Irishman, waarin Scorsese wederom samenwerkte met De Niro, Pesci, Pacino en Keitel.

## Acteurs
Martin Scorsese heeft met veel acteurs en actrices gewerkt. Een klein aantal daarvan komen in meerdere films terug. Zo zijn onder andere Robert De Niro, Leonardo DiCaprio, Harvey Keitel en Joe Pesci in meerdere films van Scorsese te zien.

## Onderscheidingen
Scorsese won - nadat hij al zeven keer eerder was genomineerd - op 25 februari 2007 een Oscar (Academy Award voor Beste Regisseur) voor het regisseren van The Departed. Daarnaast won hij meer dan tachtig andere filmprijzen, waaronder een Gouden Palm voor Taxi Driver, drie BAFTA Awards voor Goodfellas en Golden Globes voor zowel Gangs of New York als The Departed. In 2009 werd hij onderscheiden met de Cecil B. DeMille Award voor zijn bijdrage aan de filmwereld.

## Privéleven
Scorsese is vijf keer getrouwd, met Laraine Brennan, Julia Cameron, Isabella Rossellini en Barbara De Fina. Zijn huidige vrouw is Helen Morris.
Scorsese heeft drie kinderen van drie verschillende vrouwen: Catherine 'Cathy' (1965) met zijn eerste vrouw Laraine Brennan, Domenica (1976) met zijn tweede vrouw Julia Cameron en Francesca (1999) met zijn huidige vrouw Helen Morris.
Bekende bijnamen van Scorsese zijn Marty en Iza. Scorsese is klein van gestalte, 1,63m, en heeft astma.

## Filmografie

### Als regisseur
Speelfilms
- I Call First (1967)
- Boxcar Bertha (1972)
- Mean Streets (1973)
- Alice Doesn't Live Here Anymore (1974)
- Taxi Driver (1976)
- New York, New York (1977)
- Raging Bull (1980)
- The King of Comedy (1982)
- After Hours (1985)
- The Color of Money (1986)
- The Last Temptation of Christ (1988)
- New York Stories (1989)
- Goodfellas (1990)
- Cape Fear (1991)
- The Age of Innocence (1993)
- Casino (1995)
- Kundun (1997)
- Bringing Out the Dead (1999)
- Gangs of New York (2002)
- The Aviator (2004)
- The Departed (2006)
- Shutter Island (2010)
- Hugo (2011)
- The Wolf of Wall Street (2013)
- Silence (2016)
- The Irishman (2019)
- Killers of the Flower Moon (2023)

Korte films
- Vesuvius VI (1959)
- What's a Nice Girl Like You Doing in a Place Like This? (1963)
- It's Not Just You, Murray! (1964)
- The Big Shave (1967)
- The Neighborhood (2001)
- The Key to Reserva (2007)
- The Audition (2015)

Documentaires
- Italianamerican (1974)
- American Boy: A Profile of Steven Prince (1978)
- The Last Waltz (1978)
- Made in Milan (1990)
- A Personal Journey with Martin Scorsese through American Movies (1995) - co-regie met Michael Henry Wilson
- Il mio viaggio in Italia (1999)
- Feel Like Going Home (2003)
- No Direction Home: Bob Dylan (2005)
- Shine a Light (2008)
- A Letter to Elia (2010)
- George Harrison: Living in the Material World (2011)
- Rolling Thunder Revue: A Bob Dylan Story by Martin Scorsese (2019)

Televisieseries
- Boardwalk Empire (2010) (alleen de pilotaflevering)
- Vinyl (2016) (alleen de pilotaflevering)

### Als acteur
- Mean Streets (1973)
- Italianamerican (1974)
- Taxi Driver (1976)
- American boy (1978)
- The King of Comedy (1983)
- Pavlova: A Woman for All Time (1983)
- After Hours (1985)
- Guilty by suspicion (1991)
- Quiz Show (1994)
- Refuge (documentaire) (2006)
- Curb Your Enthusiasm (2002)
- Shark Tale (2004)
- Entourage (2009)
- The Studio (2025)

## Discografie

### Dvd's
| Dvd's met hitnoteringen in de Vlaamse Ultratop muziek-dvd top 10/20 | Datum van verschijnen | Datum van binnenkomst | Hoogste positie | Aantal weken | Opmerkingen |
| ------------------------------------------------------------------- | --------------------- | --------------------- | --------------- | ------------ | ----------- |
| The blues, A musical journey                                        | 2004                  | 9 oktober 2004        | 7               | 1            |             |

## Trivia
- Het eerste succes, het 6 minuten durende The Big Shave, is in 1967 gefilmd met Belgische steun. Scorsese vroeg aan Jacques Ledoux (curator van het Koninklijk Belgisch Filmarchief) een 16-mm-film van de sponsor Agfa-Gevaert (Agfachrome) om zijn scenario te verfilmen.[4]
- Scorsese won zijn eerste bekroning op het Filmfestival van Knokke. De L'Age d'Or-prijs voor The big Shave.[5]
- Martin Scorsese schreef mee aan het scenario van de Nederlandse film Bezeten - Het gat in de muur (1969) van Pim de la Parra.